# Aki bújt, aki nem… (Született feleségek)
Az Aki bújt, aki nem… (Chromolume No. 7) a Született feleségek (Desperate Housewives) című amerikai filmsorozat százhuszonnyolcadik epizódja. Az Amerikai Egyesült Államokban először az ABC (American Broadcasting Company) adó vetítette 2010. március 14-én.

## Az epizód cselekménye
Angie és Gabrielle együtt indulnak el kétségbeesetten New Yorkba, hogy megkeressék az eltűnt Anát és Dannyt. Bree eközben úgy dönt, hogy máris előlépteti Samet, így ugyanazt a posztot kapja, mint Andrew, amitől persze a fiú teljesen kiborul. Susan meglepetésként kifizeti Mike hitelét, amitől azonban a férfi nem túl boldog. Preston végre hazatér Európából, ám a család legnagyobb meglepetésére egy nőt is hoz magával. Susan később rájön, hogy Katherine és Robin egy pár...

## Mary Alice epizódzáró monológja
- A narrátor, Mary Alice monológja az epizód végén így hangzik (a magyar változat alapján):

"Nem mindig könnyű meglátni valakinek az igazi jellemét. Néha a férfias felszín mögé kell nézni, hogy azt a törékeny lelket megpillantsuk. Nem szabad bedőlni az ékszer csillogásának, hogy megtudjuk hamisítvánnyal állunk szemben. Ki kell hozni az igazságot az árnyékból, hogy felismerhessük mosolyának szépségét. Bizony embertársaink nap, mint nap rejtegetik előlünk valós természetüket és erre sajnos csak akkor döbbenünk rá, amikor már késő. "

## Epizódcímek más nyelveken
- Angol: Chromolume No. 7 (A 7-es számú időgép)
- Francia: Les fils préférés (A kedvenc fiúk)
- Olasz: Rivelazioni (Felfedezések)
- Német: Das Souvenir (A szuvenír)
- Lengyel: Przypadkowe spotkanie (Véletlen találkozás)